# Катастрофа DC-10 в Чикаго
Катастрофа DC-10 в Чикаго — крупная авиационная катастрофа, произошедшая в пятницу 25 мая 1979 года. Авиалайнер McDonnell Douglas DC-10-10 авиакомпании American Airlines выполнял регулярный внутренний рейс AA191 по маршруту Чикаго—Лос-Анджелес, но при разгоне по ВПП лишился двигателя №1 (левый) и через 1 минуту после взлёта рухнул на землю в 1,5 километрах от аэропорта Чикаго. В катастрофе погибли 273 человека — все находившиеся на борту самолёта 271 человек (258 пассажиров и 13 членов экипажа) и 2 человека на земле.
До терактов 11 сентября 2001 года это было самое смертоносное авиационное происшествие на территории США; оно же остаётся худшей авиакатастрофой как в федерации, так и в Новом Свете. По числу погибших она занимает второе место среди катастроф с участием DC-10 (после катастрофы под Парижем, 346 погибших). На момент событий (в 1979 году) была третьей из крупнейших авиакатастроф, на 2024 год — тринадцатая.
Причиной катастрофы стало отделение при взлёте двигателя №1 (левого), который разорвал одну из гидросистем и вырвал часть крыла.

## Сведения о рейсе 191

### Самолёт
McDonnell Douglas DC-10-10 (регистрационный номер N110AA, заводской 46510, серийный 022) был выпущен в 1971 году (первый полёт совершил 29 октября), став 22-м выпущенным DC-10. 28 февраля 1972 года поступил в авиакомпанию American Airlines. На день катастрофы 8-летний авиалайнер налетал 19 871 час. Последний крупный ремонт (C) прошёл 28 марта 1979 года, после чего самолёт налетал 341 час.
Лайнер был оснащён тремя двухконтурными турбовентиляторными двигателями General Electric CF6-6D. Двигатели имели следующие данные:
| Двигатель | Серийный номер | Дата установки     | Число лётных часов | Число циклов |
| --------- | -------------- | ------------------ | ------------------ | ------------ |
| №1        | 451179         | 1 мая 1971 года    | 16 363             | 6877         |
| №2        | 451305         | 7 ноября 1978 года | 15 770             | 6933         |
| №3        | 451118         | 2 апреля 1979 года | 16 856             | 7444         |

По данным на 24 мая 1979 года по самолёту не было никаких серьёзных замечаний. Данные на 25 мая сгорели в катастрофе.

### Экипаж и пассажиры
Самолётом управлял очень опытный экипаж, состав которого был таким:
- Командир воздушного судна (КВС) — 53-летний Уолтер Г. Лакс (англ. Walter H. Lux). Очень опытный пилот, проработал в авиакомпании American Airlines 28 лет и 5 месяцев (с ноября 1950 года). Был квалифицирован для полётов на 17 типах самолётов, включая такие, как Boeing 707, Boeing 727, DC-6 и DC-7. На командира McDonnell Douglas DC-10 был квалифицирован в декабре 1971 года, то есть практически уже в начале их появления. Имел дальнозоркость, в связи с чем, по медицинским показаниям, носил очки. Налетал свыше 22 500 часов, свыше 3000 из них на DC-10[7].
- Второй пилот — 49-летний Джеймс Р. Диллард (англ. James R. Dillard). Опытный пилот, проработал в авиакомпании American Airlines 12 лет и 10 месяцев (с июня 1966 года). На второго пилота McDonnell Douglas DC-10 был квалифицирован в июле 1977 года. В отличие от КВС, носил контактные линзы в связи с близорукостью. Налетал 9275 часов, свыше 1080 из них на DC-10[7].
- Бортинженер — 56-летний Альфред Ф. Удович (англ. Alfred F. Udovich). Проработал в авиакомпании American Airlines 24 года и 4 месяца (с января 1955 года). На бортинженера McDonnell Douglas DC-10 был квалифицирован в сентябре 1971 года. Налетал свыше 15 000 часов, свыше 750 из них на DC-10[7].

В салоне самолёта работали 10 бортпроводников:
- Линда К. Бунденс (англ. Linda K. Bundens), 31 год.
- Полин М. Бёрнс (англ. Pauline M. Burns), 32 года.
- Джеймс Т. Дехарт-младший (англ. James T. DeHart, Jr.), 28 лет.
- Кармен Л. Фаулер (англ. Carmen L. Fowler), 36 лет.
- Кэтрин Э. Хиберт-Лилли (англ. Katherine A. Hiebert-Lillie), 39 лет.
- Кэрол М. Ом (англ. Carol M. Ohm), 34 года.
- Линда М. Принс (англ. Linda M. Prince), 29 лет.
- Майкл У. Шасбургер (англ. Michael W. Schassburger), 36 лет.
- Нэнси Т. Салливан (англ. Nancy T. Sullivan), 32 года.
- Салли Дж. Титтерингтон (англ. Sally J. Titterington), 33 года.

| Гражданство       | Пассажиры | Экипаж | Всего |
| ----------------- | --------- | ------ | ----- |
| США               | 247       | 13     | 260   |
| Саудовская Аравия | 4         | 0      | 4     |
| Республика Корея  | 1         | 0      | 1     |
| Австрия           | 1         | 0      | 1     |
| Бельгия           | 1         | 0      | 1     |
| Нидерланды        | 4         | 0      | 4     |
| Всего             | 258       | 13     | 271   |

Всего на борту самолёта находился 271 человек — 13 членов экипажа и 258 пассажиров.

## Хронология событий
25 мая 1979 года небо над Чикаго было ясным и дул северо-восточный (азимут 20°) ветер со скоростью 40,7 км/ч, видимость составляла 24 километра.
В 14:50 CDT McDonnell Douglas DC-10-10 борт N110AA был отбуксирован от гейта №K5, а затем начал движение по рулёжкам к взлётной полосе №32R. Вес авиалайнера составлял 171 900 килограммов, что соответствовало скорости принятия решения (V1) 257 км/ч, скорости подъёма носовой стойки шасси (VR) 269 км/ч и минимальной безопасной скорости набора высоты (V2) 283 км/ч. Во время запуска двигателя и движения самолёта по аэропорту его работники не заметили ничего необычного.
В 14:59 лайнер занял позицию на исполнительном старте в начале ВПП. В 15:02:46 авиадиспетчер Эдвард Ракер (англ. Edward Rucker) связался с рейсом 191 и дал команду на взлёт, на что в 15:02:46 командир доложил: Американ один девяносто один на взлетный (англ. American one ninety-one under way). РУДы были установлены на 99,4 %, и самолёт начал разгон. Но когда он пробежал по ВПП 1,8 километра, с диспетчерской вышки увидели, как двигатель №1 (левый) вместе с пилоном отделился от заднего крепления, перелетел через переднюю кромку левого крыла и, оторвав при этом кусок крыла длиной около 1 метра, рухнул позади самолёта на ВПП, после чего за самим крылом появился белый воздушный след от вытекающего авиатоплива. Помимо топливопроводов, оторвавшийся двигатель №1 также порвал линии электро- и гидросистем. Падение давления в гидросистеме привело к тому, что левые предкрылки начали медленно убираться, а запись речевого самописца в кабине экипажа оборвалась после звука отрывающегося двигателя №1 и восклицания второго пилота: Чёрт! (англ. Damn!). Между тем рейс AA191 уже оторвался от ВПП №32R и со скоростью до 319 км/ч начал набор высоты со средней вертикальной скоростью 5,6—5,8 м/сек.
Понимая критичность ситуации, авиадиспетчер тут же связался с экипажем: Американ один девяносто один тяжёлый, вы хотите вернуться на ВПП? (англ. American one ninety-one heavy, you wanna come back and to what runway?). Однако ответа не прозвучало, так как экипаж был занят проблемой сохранения полёта. Пилоты увидели по приборам, что пропала тяга двигателя №1, но не знали, что тот оторвался, при этом нанеся крылу серьёзные повреждения. Из-за асимметрии тяги двигателей второй пилот начал выравнивать самолёт с помощью руля направления. Рейс 191 на скорости 303,7 км/ч поднялся на высоту 90 метров, когда экипаж, в соответствии с инструкцией по полёту на двух двигателях, начал снижать скорость до 283 км/ч, для чего поднял нос вверх под углом 14°. Но через 20 секунд после отрыва от взлётной полосы, на высоте около 100 метров, когда скорость упала до 294 км/ч, на левом крыле из-за убранной механизации произошёл срыв потока, что привело к сваливанию и появлению быстро увеличивающегося крена влево. Механизация на правой консоли работала исправно и из-за разницы в подъёмных силах крыльев начал расти крен, уменьшающий подъёмную силу, что усугубило ситуацию. Авиалайнер на скорости 287 км/ч достиг высоты 122 метра, когда крен достиг прямого угла, то есть крыло заняло вертикальное положение, тем самым подъёмная сила упала до нуля и лайнер начал быстро падать. В 15:04:05 CDT, менее чем через 1 минуту после отрыва от ВПП, рейс AA191 под углом 20° и с боковым креном 122° левым крылом врезался в землю в Дес-Плейнс (пригород Чикаго) близ трейлерного парка в 1,4 километрах от ВПП и полностью разрушился. Полностью заправленные топливные баки взорвались, образовав большой огненный шар, и обломки самолёта полетели в ближайшие дома трейлерного парка. Дым на месте катастрофы был виден даже из центра Чикаго.
В катастрофе погибли 273 человека — все 271 человек на борту самолёта и 2 человека на земле. В трейлерном парке были разрушены 5 домов и ещё несколько были повреждены, ещё 2 человека (на земле) получили серьёзные ранения. Это худшая авиакатастрофа на североамериканском континенте.

## Расследование
Расследование причин катастрофы рейса AA191 проводил Национальный совет по безопасности на транспорте (NTSB). В ходе расследования NTSB аннулировал сертификат лётной годности всех DC-10 с 6 июня по 13 июля 1979 года, в результате 270 авиалайнеров DC-10 на это время прекратили полёты. Авиакомпании понесли огромные убытки.
Окончательный отчёт расследования NTSB был опубликован 21 декабря 1979 года.
Согласно отчёту, причиной отрыва двигателя №1 стала некачественная процедура регулярного технического обслуживания, проведённая в аэропорту Талса (Талса, Оклахома). Механик, как оказалось, не следовал инструкции по демонтажу и монтажу двигателя №1 и его крепления, что впоследствии вызвало его выход из строя. Двигатель №1 поднимали и крепили на подъёмнике, и от ударных нагрузок при монтаже в креплении стали появляться микротрещины, которые в итоге привели к разрыву соединения.
47-летний начальник бригады технического обслуживания авиакомпании American Airlines в Талсе Эрл Р. Маршалл (англ. Earl R. Marshall), который руководил последней процедурой технического обслуживания разбившегося самолёта, впоследствии покончил с собой за ночь до того, как он должен был быть допрошен в суде адвокатами от компании «McDonnell Douglas».

## Культурные аспекты
- Катастрофа рейса 191 American Airlines была показана в двух документальных сериалах от телеканала «National Geographic Channel» — Секунды до катастрофы (серия Чикагский рейс 191) и Расследования авиакатастроф (серия Самая страшная авиакатастрофа в США).
- Также она показана в американском документальном телесериале от «MSNBC» Почему разбиваются самолёты[англ.] (англ. Why Planes Crash) в серии Точка разлома (англ. Breaking Point).
- Катастрофа рейса 191 упоминается в романе Майкла Крайтона «Крылья».

### Комментарии
1. 1 2  Террористические акты 11 сентября 2001 года, согласно NTSB, не относятся к авиакатастрофам